# Тако ямайський
Та́ко ямайський (Coccyzus vetula) — вид зозулеподібних птахів родини зозулевих (Cuculidae). Ендемік Ямайки.

## Поширення і екологія
Ямайські тако живуть у вологих і сухих тропічних лісах та в сухих чагарникових заростях. Зустрічаються на висоті до 1200 м над рівнем моря. Живляться переважно ящірками анолісами, а також жуками, богомолами, гусінню, сараною та іншими безхребетними, дрібними ссавцями і пташенятами, іноді жабками. Сезон розмноження триває з березня по серпень.